# Fritz Brunn
Fritz Brunn, auch Frederic Andre Brune und Frederick Brunn (* 23. Juli 1903 in Wien; † 23. April 1955 in Los Angeles) war ein österreichisch-amerikanischer Schauspieler, Aufnahmeleiter und Filmproduzent.

## Leben
Brunn kam kurz nach dem Ende des Ersten Weltkriegs nach Deutschland und absolvierte dort zu Beginn der 20er Jahre einige Filmauftritte. Ab 1926 wurde er von mehreren Produktionsgesellschaften als Aufnahmeleiter verpflichtet. Von 1929 bis 1933 war er überwiegend für die Inszenierungen Géza von Bolvárys tätig. Nach dem Ende der Dreharbeiten (Februar 1933) zu Was Frauen träumen wurde der Jude Brunn nicht mehr beschäftigt.
Brunn emigrierte zunächst nach London, wo er im Winter 1935/36 Karl Grune bei der Regie zu dem Film The Marriage of Corbal aushalf und gleich darauf die Produktionsleitung bei Grunes Filmoperette Der Bajazzo mit Richard Tauber in der Titelrolle übernahm.
1937 ging Brunn nach Frankreich und produzierte unter dem Signum F. Brun in den kommenden zwei Jahren zwei Filme, inszeniert von Richard Oswald und Abel Gances. Zweieinhalb Wochen nach Ausbruch des Zweiten Weltkriegs floh Brunn in die USA. Dort wurde er kurz nach Kriegseintritt des Landes mit zahlreichen Kleinstrollen als Nazi-Schurke bedacht – nahezu durchgehend ohne Namensnennung – und spielte an der Seite von Hollywoodstars wie Errol Flynn, Humphrey Bogart und Gary Cooper. Um seinen Lebensunterhalt ein wenig aufzubessern, jobbte Brunn zeitweise auch als Taxifahrer. Bald nach Kriegsende 1945 wurde er kaum mehr beschäftigt.

## Filmografie
als Aufnahmeleiter, wenn nicht anders angegeben
- 1926: Die Sporck’schen Jäger
- 1927: Eins plus Eins gleich Drei
- 1927: Maria Stuart
- 1927: Die Geliebte des Gouverneurs
- 1928: Schinderhannes
- 1928: Zwei rote Rosen
- 1928: Prinzessin Olala
- 1928: Geschlecht in Fesseln
- 1928: Ich küsse Ihre Hand, Madame
- 1929: Der Held aller Mädchenträume
- 1929: Der lustige Witwer
- 1929: Spiel um den Mann
- 1929: Vater und Sohn
- 1930: Delikatessen
- 1930: Zwei Herzen im Dreivierteltakt
- 1930: Ein Tango für Dich
- 1930: Der König von Paris
- 1930: Das Lied ist aus
- 1931: Die lustigen Weiber von Wien
- 1931: Der Raub der Mona Lisa
- 1931: Liebeskommando
- 1932: Ein Lied, ein Kuß, ein Mädel
- 1932: Ein Mann mit Herz
- 1933: Was Frauen träumen
- 1936: The Marriage of Corbal (Regie-Mitarbeit)
- 1936: Der Bajazzo (Pagliacci) (Produktionsleitung)
- 1938: Sturm über Asien (Tempête sur l'Asie) (Produktion)
- 1939: Das verlorene Paradies (Paradis perdu) (Produktion)
- 1943: Submarine Base

als Schauspieler
- 1921: Gelbstern
- 1921: Die Schreckensmühle
- 1942: Reunion in France
- 1943: Assignment in Brittany
- 1943: Auch Henker sterben
- 1943: Fluch der Tempelhötter (White Savage)
- 1943: Crash Dive
- 1943: Sahara
- 1943: Submarine Base
- 1943: Hostages
- 1943: Fahrkarte nach Marseille
- 1943: The North Star
- 1943: The Strange Death of Adolf Hitler
- 1944: Auf Ehrenwort
- 1944: Dr. Wassells Flucht aus Java
- 1944: Das siebte Kreuz
- 1944: U-Boat Prisoner
- 1944: Der Ring der Verschworenen (The Conspirators)
- 1945: Son of Lassie
- 1945: Tarzan und die Amazonen
- 1946: Im Geheimdienst
- 1946: Auf Messers Schneide
- 1946: 13 Rue Madeleine
- 1947: Desire Me
- 1948: Women in the Night
- 1950: So ein Pechvogel
- 1952: What Price Glory
- 1953: Die Wüstenratten